# アポストロフィーS
『アポストロフィーS』（アポストロフィーエス）は、大島弓子による日本の漫画作品。『JOTOMO』（小学館）の1976年3月号に掲載された。
大島弓子自身の評価としてはやや完成度が高い部類に入る作品である。当時、作中でタバコを吸うシーンがあり、発表当時は女も格好よくタバコを吸おうという風潮があった。作者自身はタバコの煙が苦手で、肺までは到達しないと告白している。

## あらすじ
かすり・咲也・浪・メンソールの４人は仲の良い友人たちであったが、ともにK大を受ける約束をしていながら、咲也は浪のいとことお見合いをし、嫁にゆくという理由で受験をやめてしまった。このことがきっかけで、浪はかすりのことが気になり、仲良しグループであった4人の関係に波乱が生じる。

## 登場人物
田村浪（たむら ろう）
祖母とふたりぐらしで、親類とはつきあいがない。父親がいないため、幼いころはいじめられていた。咲也といとこの清臣との見合いの話にショックを受け、かすりに強引にアタックしようとして、その性急さゆえに、かすりから拒絶されてしまう。濡れた着物を乾かすという名目で、咲也のアドバイスを得ようとするが、そのまま疲れて咲也のベッドで眠ってしまい、余計にかすりから嫌われることになる。かすりにメンソールが近づこうとした際に、彼と喧嘩になる。
かすり
浪の幼馴染みで、相思相愛。幼いころはいじめられっこで泣き虫だった。咲也の行動に焦ってアタックした浪にバケツの水をかぶせ、あとで謝りに浪の家にゆくが、浪と咲也が関係を持ったものと誤解し、二人のことを人間以下のけがらわしい動物だ、と非難する。後で浪に暴言を吐いたことを後悔し、メンソールにキスの実地研修を依頼する。
咲也
メンソールに片思いをしており、メンソールと浪の関係を誤解して、グループから抜けるために田村浪のいとこ、清臣とお見合いをする。かすりに拒絶されたた浪に、かすりの作った詩を紹介し、キスをするのだったら「椿の花」を落とさないようにと忠告する。
メンソール/司馬乱（しば らん）
浪らより1つ年上。3人が13歳の時に転入し、以来浪につきまとうようになり、留年して同じ学年になる。ハッカ入りのタバコを愛用しているため、「メンソール」と呼ばれるようになる。母親のいまわの際に間に合わなかった父親を憎んでいるが、内心ではとても気に掛けており、突如帰国した父親がはらぺこだと言ったのに対し、素直になることができず、後で食べ掛けのクラッカーを渡そうとするが、既に父親は車に乗った後で、間に合わなかった。
浪の祖母
孫からいとこの清臣が見合いをしたことを聞かされ、孫の頼みを聞いて、自分と祖父との間の馴れ初めを書面にしたためる。
司馬（しば）
メンソールの父親。音楽指揮者。2年間の演奏旅行に出かけると息子にしばしの別れを告げ、搭乗した飛行機がミンダナオ島で墜落し、この世を去る。

## 解説
- 斎藤次郎は、この作品では作者は髪に椿の花を飾って読者を待ち受けており、読者は椿を散らさないように細心の注意を払っても、メンソールが父親にクラッカーを渡せなかったように失敗してしまうのだが、椿の花に執着しない点が作者のよいところで、薔薇の棘を爪切りで全部切り取ったもので我慢できるはずであると述べ、登場人物たちは現実世界よりもずっと純粋で繊細であり、人の魂を大事にしていると語っている。そういう人物たちが織りなすドラマが現実とはまるで様子が異なるものであり、メンソールが浪に寄せる愛が現実のものとは違うことに目くじらをたてるべきではない、と評している[4]。

## 単行本
- 『鳥のように』 小学館、小学館文庫（1976年12月20日刊）
  - 収録作品 -『鳥のように』・『あしたのともだち』・『わたしはネプチューン』・『リベルテ♥144時間』・『アポストロフィーS』・『七月七日に』
- 『ロマンコミック自選全集　ほうせんか・ぱん』主婦の友社（1978年6月1日刊）
  - 収録作品 -『ほうせんか・ぱん』・『雨の音が聞こえる』・『7月7日に』・『ページ・1』・『アポストロフィー・S』
- 『四月怪談』 主婦の友社、GLコミックス（1981年5月1日刊）
  - 収録作品 -『おりしもそのときチャイコフスキーが』・『雛菊物語』・『アポストロフィーS』・『四月怪談』
- 『大島弓子選集第6巻  全て緑になる日まで』朝日ソノラマ、1986年1月31日刊
  - 収録作品 -『全て緑になる日まで』・『アポストロフィーS』・『ローズティーセレモニー』・『おりしもそのときチャイコフスキーが』・『七月七日に』・『きゃべつちょうちょ』・『さようなら女達』
- 『全て緑になる日まで』白泉社、白泉社文庫、1996年12月18日刊
  - 収録作品 -『F式蘭丸』・『10月はふたつある』・『リベルテ144時間』・『ヨハネがすき』・『全て緑になる日まで』・『アポストロフィーS』